# Fred and the Healers
Fred and the Healers (stylisé Fred & the Healers) est un groupe belge de blues rock, originaire de la Région wallonne. Fred and the Healers est un groupe dont le répertoire est essentiellement chanté en anglais.

## Histoire
Le groupe est formé autour du guitariste Frédéric Lani et du bassiste JM « Papy » Lani. Il est actif pendant une première période de 10 ans, entre 1994 et 2004, avec un concert d'adieu à l'Ancienne Belgique de Bruxelles en novembre 2004. 
Le groupe se reforme en décembre 2012 autour de Frédéric Lani et de deux nouveaux membres. Le groupe a toujours été composé de 3 à 4 instrumentistes : un guitariste et chanteur (Fred), un éventuel second guitariste, un bassiste et un batteur. 

## Membres

### Membres actuels
- Frédéric Lani – guitare (depuis 1994)
- Nicolas Sand – batterie (depuis 2012)[1]
- Bertrand Lani – seconde guitare (depuis 2018), basse (depuis avril 2022)

### Anciens membres
- JM « Papy » Lani (1994-2004) – basse
- Marc Lhommel (1994-1996) – batterie
- Axel Muller – batterie (1996-2003)
- Jerôme Boquet (1998-2002) – seconde guitare
- Bruno Castellucci – batterie (2003-2004)
- Cédric Cornez – basse (2012-2022)

Durant la carrière du groupe, plusieurs captations live et reportages furent réalisés à son sujet par la RTBF.

## Discographie
- 1996 : Limited (Crossover/Oompah Beat Records)
- 1997 : First (Crossover/Oompah Beat Records)
- 1998 : I Gotta Leave (Crossover/Oompah Beat Records)
- 1998 : Lowland Blues Compilation (Donor)
- 1999 : Voodoo Family (Crossover, puis Oompah Beat Records)
- 2002 : Electerrified (Mercury Universal) (22e place des charts belges[2])
- 2002 : Stayin' Out (Mercury Universal)
- 2004 : Red (Oompah Beat records - Bang Distribution) (11e place des charts belges[3])
- 2014 : Hammerbeatmatic (PIAS Distribution / Rest of the World)  (72e place des charts belges)
- 2025 : No Escape (PIAS Distribution)